# Бейра-Мар (Таррафал)
Спорт Клубе Бейра-Мар ду Таррафал або просто Бейра-Мар (Таррафал) (порт. Sport Clube Beira-Mar do Tarrafal) — професіональний кабовердійський футбольний клуб з міста Таррафал, на острові Сантьягу.

## Історія
Він заснований в селі Чау Бум, близько 2 км на південь від Таррафала, в північній частині острова Сантьяго, і грає на стадіоні «Ештадіу ді Манзі». Клуб виграв своє перше острівне чемпіонство у 2015 році, а також виступав у національному Чемпіонаті вперше та востаннє на даний час. Клуб ніколи не здобував перемог у національному Чемпіонаті, хоча у них була одна нічия, та забили лише три голи у цьому турнірі і закінчив з одним пунктом у національному Чемпіонаті.
Клуб зареєстрований як найстаріший в муніципалітеті Таррафал, був сформований шляхом об'єднання кількох спортивних груп Вуж ді ді Африка, Аштруш та Мошкал. Назву клуб отримав на честь красивих кришталево чистих вод затоки. Клуб відзначив своє 29-річчя 7 грудня 2014 року.

## Логотип
Їх логотип має золотистий колір та складається з казкового орла, який несе щит, на якому знаходиться якір та великі літери «BM» (що означає Бейра-Мар) по середині.

## Досягнення
- Чемпіонат острова Сантьягу (Північ): 1 виступ

2014/15

## Історія виступів у кубках та чемпіонатах

### Національний чемпіонат
| Сезон   | Див.    | Міс.    | Іг. | В | Н | П | ЗМ | ПМ | РМ  | О | Кубок | Примітки        | Плей-оф     |
| ------- | ------- | ------- | --- | - | - | - | -- | -- | --- | - | ----- | --------------- | ----------- |
| 2015    | 1B      | 6       | 5   | 0 | 1 | 4 | 3  | 14 | -11 | 1 |       | Вихід у плей-оф | Півфіналіст |
| Всього: | Всього: | Всього: | 5   | 0 | 1 | 4 | 3  | 14 | -11 | 1 |       |                 |             |

### Чемпіонат острова
| Сезон   | Див. | Міс. | Іг. | В | Н | П | ЗМ | ПМ | РМ | О  | Кубок   | Суперкубок | Примітки                  |
| ------- | ---- | ---- | --- | - | - | - | -- | -- | -- | -- | ------- | ---------- | ------------------------- |
| 2014-15 | 2    | 4    | 12  | 6 | 3 | 3 | 17 | 14 | +3 | 21 |         |            | Вихід до фінального етапу |
| 2014-15 | 2    | 1    | 6   | 4 | 0 | 2 | 11 | 4  | +7 | 12 | Чемпіон |            |                           |

## Деякі статистичні показники
- Найкраще досягнення: 6-те місце - Група B (національний чемпіонат)
- Загальна кількість забитих м'ячів: 3
- Кількість нічийних матчів: 1
- Кількість набраних очок: 1